# Бичкова Оксана Олегівна
Оксана Олегівна Бичкова (нар.. 18 червня 1972, Донецьк, Українська РСР, СРСР) — російський кінорежисер і сценарист.

## Біографія
Оксана Бичкова народилася 1972 року в Донецьку, але в дитинстві проживала на Сахалін. Відразу після школи вступила і в 1995 році закінчила відділення журналістики в Ростовському державному університеті. Працювала журналістом на радіо. В 2000 році, ставши москвичкою, Бичкова вступила на Вищі режисерські курси (Майстерня Петра Тодоровського). Першою повнометражною роботою став фільм за власним сценарієм «Пітер FM» (2006). Фільм отримав приз на Виборзькому кінофестивалі «Вікно в Європу».
В 2008 році вийшов другий фільм Бичкової «Плюс один», який на кінофестивалі «Кінотавр» отримав приз за найкращу чоловічу роль (Джетро Скіннер), а в рамках конкурсу «Виборзький рахунок» — великий «Золота тура». Також у 2008 році зняла одну з чотирьох новел («Запис») у кіноальманасі «Тому що це я».
Четвертий фільм «Ще один рік» — вільна екранізація п'єси Олександра Володіна «З коханими не розлучайтеся» у другому за значимістю конкурсі Роттердамського кінофестивалю отримав головну нагороду The Big Screen Award.
У березні 2014 року підписала лист «Ми з Вами!» КіноСоюзу на підтримку України.

## Фільмографія

### Режисерські роботи
- 2006 — «Пітер FM»
- 2008 — «Плюс один»
- 2008 — «Запис»
- 2009 — «Черчілль»
- 2011 — «Одкровення»
- 2011 — «Жанна»
- 2014 — «Ще один рік»
- 2014 — «Захист»
- 2016 — «Петербург. Тільки по любові»
- 2016 — «Татів пароплав»
- 2020 — «Чого хоче Слава?»

### Сценарії
- 2006 — «Пітер FM»
- 2008 — «Плюс один»
- 2008 — «Запис»
- 2014 — «Захист»
- 2016 — «Петербург. Тільки по любові»

## Нагороди і досягнення
- 2006 — Приз «Срібна тура» за найкращий дебют на кінофестивалі «Вікно в Європу» («Пітер FM»)
- 2007 — Номінація на Кінопремію «Ніка» в категорії «Відкриття року» («Пітер FM»)
- 2008 — Приз велика «золота тура» в рамках конкурсу «Виборзький рахунок» (глядацьке голосування) на кінофестивалі «Вікно в Європу» («Плюс один»)
- 2014 — Роттердамський кінофестиваль — приз The Big Screen Award (фільм «Ще один рік»)
- 2014 — кінофестиваль «Провінційна Росія» — Єйськ) — головний приз фестивалю та приз за найкращу режисерську роботу[4](фільм «Ще один рік»)

## Примітка
1. ↑  Person Profile // Internet Movie Database — 1990.
2. ↑  Плахов, А. С. (3 февраля 2014). «Тигры» будущего и неоклассика. Коммерсантъ. Архів оригіналу за 10 липня 2014. Процитовано 7 травня 2021.
3. ↑  Мы с вами!. kinosoyuz.com. 8 березня 2014. Архів оригіналу за 21 травня 2017. Процитовано 7 травня 2021.
4. ↑  Названы победители кинофестиваля «Провинциальная Россия». Краснодарский край. 3 июля 2014. Архів оригіналу за 14 липня 2014. Процитовано 7 травня 2021.